# Lista de secretários de Estado dos Estados Unidos

Selo do Departamento de Estado.

O cargo de secretário de Estado dos Estados Unidos já foi ocupado por 70 pessoas diferentes, com o primeiro sendo Thomas Jefferson e o mais recente Marco Rubio, atualmente em exercício. O Secretário de Estado é nomeado pelo Presidente dos Estados Unidos com a aprovação do Senado, fazendo parte do Gabinete Presidencial.
De acordo com a Constituição, o Secretário de Estado é o principal conselheiro do presidente para assuntos internacionais e o chefe do Departamento de Estado, criado em 1789 pelo Congresso. Suas principais funções não mudaram muito desde a criação do cargo, e consistem principalmente em conduzir negociações internacionais em nome dos Estados Unidos, auxiliar o presidente na escolha de embaixadores, ministros e cônsules, representar o país em conferências, organizações e agências internacionais, comunicar questões sobre a política internacional do governo federal ao Congresso e aos cidadãos e supervisionar o Serviço Estrangeiro.
O Secretário de Estado também tem algumas responsabilidades internas, que incluem a custódia do Grande Selo, preparar algumas das declarações do presidente, publicar tratados e acordos internacionais, manter um registro das relações internacionais do país e servir de canal de comunicação entre o governo federal e os governos estaduais sobre a extradição de fugitivos de outros países.
De todos os Secretários de Estado, Daniel Webster e James G. Blaine são os únicos que ocuparam o cargo em duas ocasiões diferentes. Webster primeiramente serviu entre 1841 e 1843 durante as presidências de William Henry Harrison e John Tyler, e depois de 1850 a 1852 sob Millard Fillmore. Blaine foi secretário pela primeira vez de março a setembro de 1881 durante a presidência de James A. Garfield e os primeiros meses da de Chester A. Arthur, e posteriormente entre 1889 e 1892 sob Benjamin Harrison. Com onze anos, de 1933 a 1944 sob Franklin D. Roosevelt, Cordell Hull teve o maior mandato da história. Elihu B. Washburne foi quem ocupou o cargo por menos tempo, apenas onze dias de março de 1869 no começo do mandato de Ulysses S. Grant.

## Secretários de Estado
Legenda:
     Sem partido      Partido Democrata-Republicano      Partido Federalista      Partido Democrata      Partido Whig      Partido Republicano
| Nº | Secretário de Estado | Secretário de Estado             | Início do mandato      | Fim do mandato          | Partido               | Presidente             | Refs            |
| -- | -------------------- | -------------------------------- | ---------------------- | ----------------------- | --------------------- | ---------------------- | --------------- |
| 1  |                      | Thomas Jefferson                 | 22 de março de 1790    | 31 de dezembro de 1793  | Democrata-Republicano | George Washington      | [ 11 ] [ 12 ]   |
| 2  |                      | Edmund Randolph                  | 2 de janeiro de 1793   | 20 de agosto de 1795    | Federalista           | George Washington      | [ 13 ] [ 14 ]   |
| 3  |                      | Timothy Pickering                | 4 de março de 1797     | 12 de maio de 1800      | Federalista           | John Adams             | [ 15 ] [ 16 ]   |
| 4  |                      | John Marshall                    | 13 de junho de 1800    | 4 de março de 1801      | Federalista           | John Adams             | [ 17 ] [ 18 ]   |
| 5  |                      | James Madison                    | 2 de maio de 1801      | 3 de março de 1809      | Democrata-Republicano | Thomas Jefferson       | [ 19 ] [ 20 ]   |
| 6  |                      | Robert Smith                     | 6 de março de 1809     | 1 de abril de 1811      | Democrata-Republicano | James Madison          | [ 21 ]          |
| 7  |                      | James Monroe                     | 2 de abril de 1811     | 3 de março de 1817      | Democrata-Republicano | James Madison          | [ 22 ] [ 23 ]   |
| 8  |                      | John Quincy Adams                | 5 de março de 1817     | 3 de março de 1825      | Democrata-Republicano | James Monroe           | [ 24 ] [ 25 ]   |
| 9  |                      | Henry Clay                       | 7 de março de 1825     | 3 de março de 1829      | Democrata-Republicano | John Quincy Adams      | [ 26 ] [ 27 ]   |
| 10 |                      | Martin Van Buren                 | 28 de março de 1829    | 23 de maio de 1831      | Democrata             | Andrew Jackson         | [ 28 ] [ 29 ]   |
| 11 |                      | Edward Livingston                | 24 de maio de 1831     | 29 de maio de 1833      | Democrata             | Andrew Jackson         | [ 30 ] [ 31 ]   |
| 12 |                      | Louis McLane                     | 29 de maio de 1833     | 30 de junho de 1834     | Democrata             | Andrew Jackson         | [ 32 ] [ 33 ]   |
| 13 |                      | John Forsyth                     | 1 de julho de 1834     | 3 de março de 1841      | Democrata             | Andrew Jackson         | [ 34 ] [ 35 ]   |
| 13 | Martin Van Buren     | John Forsyth                     | 1 de julho de 1834     | 3 de março de 1841      | Democrata             |                        | [ 34 ] [ 35 ]   |
| 14 |                      | Daniel Webster                   | 6 de março de 1841     | 8 de maio de 1843       | Whig                  | William Henry Harrison | [ 3 ] [ 4 ]     |
| 14 | John Tyler           | Daniel Webster                   | 6 de março de 1841     | 8 de maio de 1843       | Whig                  |                        | [ 3 ] [ 4 ]     |
| 15 |                      | Abel P. Upshur                   | 24 de junho de 1843    | 28 de fevereiro de 1844 | Whig                  | [ 36 ]                 |                 |
| 16 |                      | John C. Calhoun                  | 1 de abril de 1844     | 10 de março de 1845     | Democrata             | [ 37 ] [ 38 ]          |                 |
| 17 |                      | James Buchanan                   | 10 de março de 1845    | 7 de março de 1849      | Democrata             | James K. Polk          | [ 39 ] [ 40 ]   |
| 18 |                      | John M. Clayton                  | 8 de março de 1849     | 22 de julho de 1850     | Whig                  | Zachary Taylor         | [ 41 ] [ 42 ]   |
| 18 | Millard Fillmore     | John M. Clayton                  | 8 de março de 1849     | 22 de julho de 1850     | Whig                  |                        | [ 41 ] [ 42 ]   |
| 19 |                      | Daniel Webster                   | 23 de julho de 1850    | 24 de outubro de 1852   | Whig                  | [ 3 ] [ 4 ]            |                 |
| 20 |                      | Edward Everett                   | 6 de novembro de 1852  | 3 de março de 1853      | Whig                  | [ 43 ] [ 44 ]          |                 |
| 21 |                      | William L. Marcy                 | 7 de março de 1853     | 6 de março de 1857      | Democrata             | Franklin Pierce        | [ 45 ] [ 46 ]   |
| 22 |                      | Lewis Cass                       | 6 de março de 1857     | 14 de dezembro de 1860  | Democrata             | James Buchanan         | [ 47 ] [ 48 ]   |
| 23 |                      | Jeremiah S. Black                | 17 de dezembro de 1860 | 5 de março de 1861      | Democrata             | James Buchanan         | [ 49 ]          |
| 24 |                      | William H. Seward                | 5 de março de 1861     | 4 de março de 1869      | Republicano           | Abraham Lincoln        | [ 50 ] [ 51 ]   |
| 24 | Andrew Johnson       | William H. Seward                | 5 de março de 1861     | 4 de março de 1869      | Republicano           |                        | [ 50 ] [ 51 ]   |
| 25 |                      | Elihu B. Washburne               | 5 de março de 1869     | 16 de março de 1869     | Republicano           | Ulysses S. Grant       | [ 9 ] [ 10 ]    |
| 26 |                      | Hamilton Fish                    | 17 de março de 1869    | 12 de março de 1877     | Republicano           | Ulysses S. Grant       | [ 52 ]          |
| 27 |                      | William M. Evarts                | 12 de março de 1877    | 7 de março de 1881      | Republicano           | Rutherford B. Hayes    | [ 53 ] [ 54 ]   |
| 28 |                      | James G. Blaine                  | 7 de março de 1881     | 19 de dezembro de 1881  | Republicano           | James A. Garfield      | [ 5 ] [ 6 ]     |
| 28 | Chester A. Arthur    | James G. Blaine                  | 7 de março de 1881     | 19 de dezembro de 1881  | Republicano           |                        | [ 5 ] [ 6 ]     |
| 29 |                      | Frederick Theodore Frelinghuysen | 19 de dezembro de 1881 | 6 de março de 1885      | Republicano           | [ 55 ] [ 56 ]          |                 |
| 30 |                      | Thomas F. Bayard                 | 7 de março de 1885     | 6 de março de 1889      | Democrata             | Grover Cleveland       | [ 57 ] [ 58 ]   |
| 31 |                      | James G. Blaine                  | 7 de março de 1889     | 4 de junho de 1892      | Republicano           | Benjamin Harrison      | [ 5 ] [ 6 ]     |
| 32 |                      | John W. Foster                   | 29 de junho de 1892    | 23 de fevereiro de 1893 | Republicano           | Benjamin Harrison      | [ 59 ]          |
| 33 |                      | Walter Q. Gresham                | 7 de março de 1893     | 28 de maio de 1895      | Democrata             | Grover Cleveland       | [ 60 ]          |
| 34 |                      | Richard Olney                    | 10 de junho de 1895    | 5 de março de 1897      | Democrata             | Grover Cleveland       | [ 61 ]          |
| 35 |                      | John Sherman                     | 6 de março de 1897     | 27 de abril de 1898     | Republicano           | William McKinley       | [ 62 ] [ 63 ]   |
| 36 |                      | William R. Day                   | 28 de abril de 1898    | 16 de setembro de 1898  | Republicano           | William McKinley       | [ 64 ]          |
| 37 |                      | John Hay                         | 30 de setembro de 1898 | 1 de julho de 1905      | Republicano           | William McKinley       | [ 65 ]          |
| 37 | Theodore Roosevelt   | John Hay                         | 30 de setembro de 1898 | 1 de julho de 1905      | Republicano           |                        | [ 65 ]          |
| 38 |                      | Elihu Root                       | 19 de julho de 1905    | 27 de janeiro de 1909   | Republicano           | [ 66 ] [ 67 ]          |                 |
| 39 |                      | Robert Bacon                     | 27 de janeiro de 1909  | 5 de março de 1909      | Republicano           | [ 68 ]                 |                 |
| 40 |                      | Philander C. Knox                | 6 de março de 1909     | 5 de março de 1913      | Republicano           | William Howard Taft    | [ 69 ] [ 70 ]   |
| 41 |                      | William Jennings Bryan           | 5 de março de 1913     | 9 de junho de 1915      | Democrata             | Woodrow Wilson         | [ 71 ] [ 72 ]   |
| 42 |                      | Robert Lansing                   | 9 de junho de 1915     | 13 de fevereiro de 1920 | Democrata             | Woodrow Wilson         | [ 73 ]          |
| 43 |                      | Bainbridge Colby                 | 23 de março de 1920    | 4 de março de 1921      | Democrata             | Woodrow Wilson         | [ 74 ]          |
| 44 |                      | Charles Evans Hughes             | 5 de março de 1921     | 4 de março de 1925      | Republicano           | Warren G. Harding      | [ 75 ]          |
| 44 | Calvin Coolidge      | Charles Evans Hughes             | 5 de março de 1921     | 4 de março de 1925      | Republicano           |                        | [ 75 ]          |
| 45 |                      | Frank B. Kellogg                 | 5 de março de 1925     | 28 de março de 1929     | Republicano           | [ 76 ] [ 77 ]          |                 |
| 45 | Herbert Hoover       | Frank B. Kellogg                 | 5 de março de 1925     | 28 de março de 1929     | Republicano           | [ 76 ] [ 77 ]          |                 |
| 46 |                      | Henry L. Stimson                 | 28 de março de 1929    | 4 de março de 1933      | Republicano           | [ 78 ]                 |                 |
| 47 |                      | Cordell Hull                     | 4 de março de 1933     | 30 de novembro de 1944  | Democrata             | Franklin D. Roosevelt  | [ 7 ] [ 8 ]     |
| 48 |                      | Edward Stettinius, Jr.           | 1 de dezembro de 1944  | 27 de junho de 1945     | Democrata             | Franklin D. Roosevelt  | [ 79 ]          |
| 48 | Harry S. Truman      | Edward Stettinius, Jr.           | 1 de dezembro de 1944  | 27 de junho de 1945     | Democrata             |                        | [ 79 ]          |
| 49 |                      | James F. Byrnes                  | 3 de julho de 1945     | 21 de janeiro de 1947   | Democrata             | [ 80 ]                 |                 |
| 50 |                      | George Marshall                  | 21 de janeiro de 1947  | 20 de janeiro de 1949   | Sem partido           | [ 81 ]                 |                 |
| 51 |                      | Dean Acheson                     | 21 de janeiro de 1949  | 20 de janeiro de 1953   | Democrata             | [ 82 ]                 |                 |
| 52 |                      | John Foster Dulles               | 21 de janeiro de 1953  | 22 de abril de 1959     | Republicano           | Dwight D. Eisenhower   | [ 83 ] [ 84 ]   |
| 53 |                      | Christian Herter                 | 22 de abril de 1959    | 20 de janeiro de 1961   | Republicano           | Dwight D. Eisenhower   | [ 85 ] [ 86 ]   |
| 54 |                      | Dean Rusk                        | 21 de janeiro de 1961  | 20 de janeiro de 1969   | Democrata             | John F. Kennedy        | [ 87 ]          |
| 54 | Lyndon B. Johnson    | Dean Rusk                        | 21 de janeiro de 1961  | 20 de janeiro de 1969   | Democrata             |                        | [ 87 ]          |
| 55 |                      | William P. Rogers                | 22 de janeiro de 1969  | 3 de setembro de 1973   | Republicano           | Richard Nixon          | [ 88 ]          |
| 56 |                      | Henry Kissinger                  | 22 de setembro de 1973 | 20 de janeiro de 1977   | Republicano           | Richard Nixon          | [ 89 ]          |
| 56 | Gerald Ford          | Henry Kissinger                  | 22 de setembro de 1973 | 20 de janeiro de 1977   | Republicano           |                        | [ 89 ]          |
| 57 |                      | Cyrus Vance                      | 23 de janeiro de 1977  | 28 de abril de 1980     | Democrata             | Jimmy Carter           | [ 90 ]          |
| 58 |                      | Edmund Muskie                    | 8 de maio de 1980      | 20 de janeiro de 1981   | Democrata             | Jimmy Carter           | [ 91 ] [ 92 ]   |
| 59 |                      | Alexander Haig                   | 22 de janeiro de 1981  | 5 de julho de 1982      | Republicano           | Ronald Reagan          | [ 93 ]          |
| 60 |                      | George P. Shultz                 | 16 de julho de 1982    | 20 de janeiro de 1989   | Republicano           | Ronald Reagan          | [ 94 ]          |
| 61 |                      | James Baker                      | 25 de janeiro de 1989  | 23 de agosto de 1992    | Republicano           | George H. W. Bush      | [ 95 ]          |
| 62 |                      | Lawrence Eagleburger             | 23 de agosto de 1992   | 20 de janeiro de 1993   | Republicano           | George H. W. Bush      | [ 96 ]          |
| 63 |                      | Warren Christopher               | 20 de janeiro de 1993  | 17 de janeiro de 1997   | Democrata             | Bill Clinton           | [ 97 ]          |
| 64 |                      | Madeleine Albright               | 23 de janeiro de 1997  | 20 de janeiro de 2001   | Democrata             | Bill Clinton           | [ 98 ]          |
| 65 |                      | Colin Powell                     | 20 de janeiro de 2001  | 26 de janeiro de 2005   | Republicano           | George W. Bush         | [ 99 ]          |
| 66 |                      | Condoleezza Rice                 | 26 de janeiro de 2005  | 20 de janeiro de 2009   | Republicano           | George W. Bush         | [ 100 ]         |
| 67 |                      | Hillary Clinton                  | 21 de janeiro de 2009  | 1 de fevereiro de 2013  | Democrata             | Barack Obama           | [ 101 ] [ 102 ] |
| 68 |                      | John Kerry                       | 1 de fevereiro de 2013 | 20 de janeiro de 2017   | Democrata             | Barack Obama           | [ 103 ] [ 104 ] |
| 69 |                      | Rex Tillerson                    | 1 de fevereiro de 2017 | 31 de março de 2018     | Republicano           | Donald Trump           | [ 105 ]         |
| 70 |                      | Mike Pompeo                      | 26 de abril de 2018    | 20 de janeiro de 2021   | Republicano           | Donald Trump           | [ 106 ] [ 107 ] |
| 71 |                      | Antony Blinken                   | 26 de janeiro de 2021  | 20 de janeiro de 2025   | Democrata             | Joe Biden              | [ 108 ]         |
| 72 |                      | Marco Rubio                      | 20 de janeiro de 2025  | Em exercício            | Republicano           | Donald Trump           |                 |